# Довгоносик сірий буряковий
Сірий буряковий довгоносик (Tanymecus palliatus) — жук з родини довгоносиків, шкідник сільського господарства.

## Морфологічні ознаки
Жук довжиною 8,5—12 мм. Самці дрібніші за самок. Тіло зверху вкрите дрібними бурувато-сірими прилеглими волосками, а по боках і знизу — сірими лусочками. Передньоспинка вужча за надкрила, із заокругленими боками і прямою основою. Вусики ростуть по боках головотрубки. Личинка довжиною 13—17 мм, з слабо-вигнутим жовтувато-білим тілом, голова блідо-жовта. На кінці останнього сегмента є коричнева хітинова пластинка. Лялечка довжиною 8—12 мм, біла, з рядами шипиків у задній частині. Яйце довжиною 0,9—0,2, а в поперечнику 0,5—0,7 мм, матове, овальної форми, спочатку біле, пізніше буріє.

## Поширення
В Україні є повсюдно від Полісся до Криму. У східних областях в деякі роки чисельно переважає довгоносика бурякового звичайного. Висока чисельність його спостерігається також у Київській, Вінницькій, Чернігівській, Полтавській, Сумській, Житомирській та Кіровоградській областях.

## Екологія
Поліфаг, пошкоджує сходи та висадки цукрових буряків, сходи соняшника, тютюну, різноманітних бобових рослин (конюшини, люцерни, вики, кінських бобів, еспарцету, сої та ін.).
Жуки виходять із місць зимівлі в квітні і незабаром починають відкладати яйця, розміщуючи їх купками (в середньому по 20 штук в одній) у поверхневий шар ґрунту. Одна самка відкладає в середньому близько 300 яєць. Через 18—25 днів (у кінці травня — на початку червня) з них виходять личинки, які живляться корінням, а в червні другого року життя заляльковуються на глибині 30—50 см. Через 20—25 днів з лялечок виходять жуки. Вони набагато шкідливіші за личинок і дуже небезпечні для сходів цукрових буряків. Рухаючись вздовж рядків, жуки об'їдають сім'ядолі й молоді листочки, а також перегризають стебельця рослин так, що від них залишаються самі пеньки. На більш розвинутих рослинах жуки обгризають краї листків і вигризають ямки в черешках, на висадках об'їдають ніжні верхівки квіткових пагонів і приквітки. Генерація дворічна.